# Franco Aliberti
Franco Aliberti, vollständiger Name Franco Júnior Aliberti Barreto, (* 16. Juni 1984 in Montevideo) ist ein uruguayischer ehemaliger Fußballspieler.

## Karriere

### Verein
Der 1,73 Meter große Offensivakteur Aliberti stand zu Beginn seiner Karriere von 2003 bis Mitte 2004 in Reihen des Danubio FC. Anschließend traf er bis Jahresende für Deportivo Maldonado bei 14 Einsätzen in der Primera División achtmal ins gegnerische Tor. Im ersten Halbjahr 2005 gehörte er erneut der Mannschaft Danubios an und bestritt vier Erstligaspiele (ein Tor) für die Montevideaner. Im Juli 2005 wechselte Aliberti zu Plaza Colonia. Dort wurde er in der Apertura 2005 in 15 Erstligapartien eingesetzt und erzielte sechs Treffer. Zur Clausura 2006 schloss er sich den Montevideo Wanderers an, für die er in jener Halbserie bei 16 Erstligaeinsätzen sechs Tore schoss. In der Apertura 2006 kam er als Spieler von Miramar Misiones zweimal (kein Tor) in der höchsten uruguayischen Spielklasse zum Einsatz. Die gleiche Anzahl an Ligaspielen absolvierte er in der Clausura 2007 für den Erstligisten Bella Vista. Die Spielzeit 2007/08 verbrachte er in Reihen des Club Atlético Progreso. Die Statistik weist dort fünf Tore bei 24 Erstligaspielen für ihn aus. In der Apertura 2008 folgte eine Karrierestation beim Club Atlético Cerro, für dessen Mannschaft ihm drei Treffer bei 13 Einsätzen in der Primera División gelangen. Ab Jahresanfang 2009 setzte er seine Karriere im Ausland fort. Für den peruanischen Verein stehen in seiner bis in den Februar 2010 währenden Klubzugehörigkeit 34 Ligaeinsätze und sieben Tore sowie zwei absolvierte Partien (kein Tor) in der Copa Libertadores 2009 zu Buche. Anschließend war bis Anfang September 2010 Deportivo Pasto sein Arbeitgeber. Vom kolumbianischen Team kehrte Aliberti sodann nach Uruguay zurück und schloss sich bis zum Ende der Saison 2010/11 El Tanque Sisley an. Dort bestritt er 14 Erstligabegegnungen und zeichnete sich einmal als Torschütze aus. LDU Loja war in der Folgezeit bis Ende August 2012 seine nächste Karrierestation. Bei den Ecuadorianern traf er zweimal in acht Ligaspielen. Es schloss sich ein Engagement in Peru bei José Gálvez FBC an. Dort wurde er in 51 Begegnungen der Primera División eingesetzt und traf zehnmal ins gegnerische Tor. Im Januar 2014 verließ Aliberti den Klub zugunsten des Patriotas Boyacá. Nach sechs persönlich torlosen Ligaeinsätzen kehrte er Ende August 2014 erneut nach Uruguay zurück. Seinen letzten Vertrag unterschrieb er bei seinem vormaligen Klub Miramar Misiones. In der Apertura der Spielzeit 2014/15 lief er einschließlich seines letzten Einsatzes am 20. Dezember 2014 14-mal (vier Tore) in der Segunda División auf.

### Nationalmannschaft
Aliberti gehörte der von Juan Jacinto Rodríguez trainierten U-17-Auswahl Uruguays an, die an der U-17-Südamerikameisterschaft 2001 in Peru teilnahm und den 6. Platz belegte. Zur 2:3-Niederlage gegen Venezuelas Team steuerte er beide uruguayischen Treffer bei. Beim 2:1-Sieg gegen die peruanische Mannschaft erzielte er ein Tor.